# 自由路 (韓國)
自由路（：／），又稱為77号国道（：／）是连接大韩民国首尔特别市加阳大桥北端至京畿道坡州市文山邑自由IC（临津阁）的高速公路。 名字取自公路终点临津阁境内的"自由之桥"，同时与连接首尔、高阳、坡州（文山）的统一路配对，象征"自由统一"。 该公路长49.8公里，宽51米。 从加阳大桥北端与江边北路直接相连，从自由IC与统一路汇合，直接连接统一大桥。

## 建设
1990年9月发生的中部地区因大洪水而倒塌的高阳市（当时高阳郡）地区的汉江堤防得到进一步的修复，为南北统一准备用连接干线道路的建设及一山新城市等京畿道西北地区的开发带来的道路需求做准备，利用城东IC~落河IC区间是临津江之间的交界地带的因素所以在建设意图上也考虑到了对北宣传而建设，在北韩临近停战线的地区也能看得到晚上自由路上的灯光。
为应对朝鲜半岛统一后南北道路连接带来的交通量增加，路基采用全区间双向10车道规格建设。 劳动力由军人充当，这是因为自由路一带是交界地带，很难投入民间建设人力，自由路在发生紧急情况时还可以用于军事目的。

## 道路情报
因为还有与朝鲜相连的干线道路作用，所以路基建设是双向10车道（上行5车道，下行5车道），现在大部分是双向8~10车道区间。 需求量大的幸州大桥~目前，离山浦出入口的10.7公里已扩展至往返10车道。 从二山浦出入口往复10车道的道路将缩小为双向8车道,再从落河出入口以后将变成双向6车道,堂洞出入口以后将变成双向4车道。 但是,在落河路口以后区间,桥墩和出入口设施也以往返8车道为标准建设,今后如果交通需求增加,可以迅速应对道路扩张。
目前被指定为第77国道的一部分。 在编入国道之前，地方道（初期为315号地方道）从1996年开始被指定为国家支援地方道23号线的一部分。 水原文山高速公路开通后，自由路文山~自由桥部分有可能被指定为亚洲高速公路1号线。
统一大桥对面是普通人出入管制线以北，因此未得到出入许可的普通人不得出入。
开通当时限速为80km/h(虽然无法知道最低限速信息，但据推测为40km/h)。1999年4月30日道路交通法修订后，上调了10km/h式，目前最高限速为90km/h，最低限速为50km/h。

## 效果
随着这条公路的开通，西北地区交通状况有所好转，最快可在30分钟内到达临津阁至幸州大桥，而且出现了从坡州、高阳地区的新城市经江边北路进入首尔特别市的道路，具有分散交通量的效果。 同时，由于汉江堤坝的作用更加坚固，高阳市居民不再经历1990年洪水带来的噩梦。
自由路周边交通便利,近郊农业花卉农业、蔬菜农业等发达。
韩国国土交通部在2017年公布,日均交通量最多的道路是"自由路。 自由路(普通国道77号线)加阳大桥至长项IC区间(10车道)在2017年平均每天使用22万4439辆汽车,在全国道路路线中交通量最多。 其后依次为首都圈第一循环高速公路河南至退溪院区间（8车道，日均22万1792辆）、京釜高速公路新葛至良才区间（8车道，20万6324辆）、首都圈第一循环高速公路瑞云至安岘区间（8车道，20万5681辆）。（页面存档备份，存于）（页面存档备份，存于）

## 脚注
https://n.news.naver.com/mnews/article/022/0003267968?sid=103 （页面存档备份，存于）